# シェーン英会話スクール
シェーン・イングリッシュ・スクールは、株式会社シェーン・コーポレーション・ジャパンを中心として、全国展開している英会話スクール。英会話のレッスンをしており、留学にも力を入れている。また、ほとんどのレッスンで月謝制をとっている。留学はH.I.Sと提携を行っている。

## 概要
- 会社名　株式会社シェーン・コーポレーション・ジャパン
- 代表取締役　シェーン・リプスコム
- 創立　1977年
- 本社所在地　東京都江戸川区西葛西3-22-21 KYUビル4F
- 資本金　1億4000万円
- 従業員数　965名（うち411名が講師）
- 校舎数　208校（日本国内）

## 沿革
- 1977年-千葉県船橋市に第1号校 開設
- 1983年-株式会社シェーン・コーポレーション 設立
- 1991年-シェーン・イングリッシュ・スクール フランチャイズ開始・50校達成
- 1992年-イギリス（ロンドン）にロンドン校開設
- 1993年-シェーン・イングリッシュ・スクール 100校達成、全国外国語教育振興協会 加盟、グループ経営管理事業等担当の株式会社サクソンコート・ジャパン 設立
- 2004年-シェーン・イングリッシュ・スクール 200校達成
- 2007年-株式会社サクソンコート・ジャパンから株式会社シェーン・コーポレーション・ジャパンへ社名変更

## 主な事業
- 英会話
  - 子供英会話（2歳から中学生まで）
  - グループレッスン
  - 個人レッスン
  - ペアレッスンなど
- 中国語
  - 小学生コース
  - 一般コースなど
- 留学
  - 子ども留学
  - 一般留学（17歳以上）
- 法人向け講師派遣

## 校舎展開
- 日本国内では、東京都・神奈川県・千葉県・埼玉県の首都圏1都3県に校舎が集中している。その他、茨城県・静岡県・愛知県・岐阜県・大阪府・兵庫県・福岡県にも校舎がある。
- 国外にはイギリス（ロンドン・ヘイスティングス）、南アフリカ（ケープタウン）、ベトナム（ホーチミン）、台湾（台北）に校舎がある。留学に関しては他にも数カ国に設定がある。